# NGC 3870
NGC 3870 في الفهرس العام الجديد، هي مجرة، تقع في كوكبة الدب الأكبر. اكتشفت في 1790 بواسطة ويليام هيرشل.

## روابط خارجية
- NGC 3870 على موقع ويكي سكاي: DSS2, SDSS, GALEX, IRAS, Hydrogen α, X-Ray, Astrophoto, Sky Map, Articles and images